# Бјерк
Бјерк Гвидминдсдоутир (исл. Björk Guðmundsdóttir; Рејкјавик, 21. новембар 1965) је исландска певачица, текстописац, музичка продуценткиња, композиторка и глумица. Њен еклектични музички стил је достигао велику популарност и свеопште прихватање музичких стручњака. Током каријере, номинована је за 15 Греми награда, Оскара и 2 Златна глобуса. Престижну Полар музичку награду, додељену од стране Краљевске шведске музичке академије освојила је 2010. уз италијанског композитора Ениа Мориконеа. На листи 100 најбољих певача часописа Ролинг стоун, налази се на 60. месту.

## Дискографија (соло каријера)
| Година | Албум     | Додатне информације                 |
| ------ | --------- | ----------------------------------- |
| 1977   |           | Снимљен и издат само на Исланду     |
| 1993   |           | Први студијски албум.               |
| 1995   |           | Други студијски албум.              |
| 1996   |           | Ремикс албума                       |
| 1997   |           | Трећи студијски албум.              |
| 2000   |           | Музика за филм Плес у тами ().      |
| 2001   |           | Четврти студијски албум.            |
| 2004   |           | Пети студијски албум.               |
| 2005   |           | Музика за филм .                    |
| 2007   |           | Шести студијски албум.              |
| 2011   | Biophilia | Седми студијски, апликациони албум. |
| 2015   | Vulnicura | Осми студијски албум.               |
| 2017   | Utopia    | Девети студијски албум.             |
| 2022   | Fossora   | Десети студијски албум              |